# 마우리시오 라이트
마우리시오 라이트(스페인어: Wilber Mauricio Wright Reynolds, 1970년 12월 20일 ~ )는 코스타리카의 은퇴한 축구 선수이자, 포지션은 센터백이었다. 그는 2002년 FIFA 월드컵 중국과의 첫 경기에서 추가골을 넣고 팀의 2 대 0 완승을 이끌었다.

## 경력
- 1997년 코파 아메리카 국가대표
- 1998년 CONCACAF 골드컵 국가대표
- 2000년 CONCACAF 골드컵 국가대표
- 2002년 FIFA 월드컵 국가대표
- 2003년 CONCACAF 골드컵 국가대표
- 2004년 코파 아메리카 국가대표
- 2005년 CONCACAF 골드컵 국가대표

## 수상
코스타리카
- 2003년 CONCACAF 골드컵 4위